# Propinal
Propinal ist eine organische Verbindung mit der Summenformel C3H2O. Es ist die einfachste chemische Verbindung eines Aldehyds mit einer C≡C-Dreifachbindung und gehört zur Stoffklasse der Alkinale.

## Vorkommen und Darstellung
Das Vorkommen von Propinal neben den C3H2O-Isomeren Cyclopropenon und Propadienon H2C=C=C=O wurde in Molekülwolken im interstellaren Raum nachgewiesen.
Die chemische Synthese von Propargylaldehyd wurde erstmals 1898 von Ludwig Claisen berichtet. Ausgehend von 2,3-Dibrompropionaldehyd-diethylacetal (aus Acrolein durch Brom-Addition und Acetalisierung mit Orthoameisensäuretriethylester) wird durch zweifache Dehydrobromierung (Abspaltung von Bromwasserstoff HBr) Propinal-diethylacetal gebildet, das mit Schwefelsäure zum freien Propinal gespalten wird.
Eine Laborvorschrift aus Organic Syntheses beschreibt die Herstellung von Propinal durch Oxidation von Propargylalkohol mit giftigem, mutagenem und karzinogenem Chrom(VI)-oxid und Schwefelsäure in bescheidener Ausbeute von 35 bis 41 %. In einer verbesserten Variante mit Methylethylketon MEK als Lösungsmittel für Propinol und Zugabe einer wässrigen Lösung von Chromtrioxid/Schwefelsäure bei Raumtemperatur wird eine Ausbeute von 91 % erzielt. Wegen der problematischen Eigenschaften von Chromtrioxid und der schwierigen Aufarbeitung und Entsorgung von Cr(VI)-Salzen ist diese Syntheseroute nicht mehr zeitgemäß.
Auch für größere Ansätze geeignet erscheint die Vakuum-Pyrolyse des einfach zugänglichen  Dipropargylethers (in einer Williamson-Ethersynthese aus Propinol und Propargylbromid zugänglich) bei 750 °C zu Propinal (80 % Ausbeute) und Propadien.

## Eigenschaften
Propinal ist als Reinsubstanz eine farblose Flüssigkeit, die sich in Wasser und vielen organischen Lösungsmitteln löst. Bei längerem Stehen verfärbt sich die Verbindung von gelb nach braunrot. Nach L. Claisen ist „der Propargylaldehyd ein Liquidum, welches Nase und Augen ebenso heftig oder noch stärker reizt als Acrolein“. Spuren von Peroxiden oder Basen können eine explosionsartige Polymerisation von in Glasbehältern gelagertem Propargylaldehyd initiieren. Daher sollte Propinal mit Vorsicht in maximal 10 %iger Lösung in höhersiedenden Lösungsmitteln, z. B. Toluol, gehandhabt und in Lagerbehältern aus Aluminium oder Kunststoff aufbewahrt werden.

## Anwendungen

### Additionen an die Dreifachbindung
Bei der Addition von Dimethylamin an die Dreifachbindung von Propargylaldehyd im Sinne einer Vinylierung nach Reppe entsteht 3-Dimethylaminoacrolein in 88%iger Ausbeute als gelbes Öl.
In ähnlicher Weise addieren Nukleophile mit Hydroxygruppen oder Thiolgruppen an Propinal unter Bildung von in 3-Stellung substituierten Acroleinen, die eine Doppelbindung in Konjugation mit einer Carbonylgruppe im Molekül aufweisen.
So erzeugt die Michael-Addition von 3-Mercaptopropionsäuremethylester an Propinal ein cis/trans-Isomerengemisch eines 3-thiosubstituierten Acroleins, da durch Behandlung mit Iod in vollständig in das stabilere trans-Isomere überführt werden kann.
In einer [1,4]-Addition reagiert Propinal, das durch Einschluss in Zeolith-Y-Käfigstrukturen sowohl stabilisiert als auch aktiviert wird, mit wenig reaktiven Methoxybenzolen, wie z. B. Anisol zu dem Aromastoff 4-Methoxyzimtaldehyd oder in einer [2+2]-Cycloaddition mit unreaktiven Cycloalkenen, wie z. B. Cyclohexen zu dem bicyclischen ungesättigten Aldehyd Bicyclo[4.2.0]oct-7-en.

### Additionen an die Carbonylgruppe
Grignard-Verbindungen addieren leicht an die Carbonylgruppe des Propargylaldehyds, wobei die entsprechenden sekundären Alkohole gebildet werden.

### Cycloadditionen mit Propinal
Die 1,3-Dipolare Cycloaddition von Aziden, z. B. Trimethylsilylazid (CH3)3SiN3 an Propargylaldehyd liefert 4-Formyl-1,2,3-triazol in brauchbarer Ausbeute.
1,2-Diaminobenzole kondensieren beim Erhitzen in einem Methanol/Dimethylformamid-Gemisch unter Cyclisierung zu Tetraaza[14]annulenen, die Schwermetallionen, wie z. B. Mangan3+, Nickel2+ oder Kupfer2+, komplexieren und als Modellverbindungen für Porphyrine dienen können.